# Abel Hernández
Abel Mathías Hernández (Pando, 8 augustus 1990) is een Uruguayaanse profvoetballer die doorgaans als aanvaller speelt. Hij tekende in september 2014 bij Hull City, dat hem overnam van Palermo. De Engelse club betaalde circa €12.600.000,- voor hem aan Palermo, wat een record was voor Hull. Hernández debuteerde in 2010 in het Uruguayaans voetbalelftal.

## Clubcarrière
Hernández' carrière begon in zijn vaderland Uruguay, bij Peñarol en Central Español. Voor die laatste club maakte hij zijn debuut in het betaalde voetbal. Na acht wedstrijden voor Peñarol te hebben gespeeld, maakte hij de overstap naar Europa, waar hij in 2009 emplooi vond bij Palermo.

## Clubstatistieken
| Seizoen | Club             | Land              | Competitie       | Competitie | Competitie | Beker | Beker | Internationaal | Internationaal | Totaal | Totaal |
| Seizoen | Club             | Land              | Competitie       | Wed.       | Dlp.       | Wed.  | Dlp.  | Wed.           | Dlp.           | Wed.   | Dlp.   |
| ------- | ---------------- | ----------------- | ---------------- | ---------- | ---------- | ----- | ----- | -------------- | -------------- | ------ | ------ |
| 2006/07 | Central Español  | Vlag van Uruguay  | Primera División | 6          | 0          | 0     | 0     | —              | —              | 6      | 0      |
| 2007/08 | Central Español  | Vlag van Uruguay  | Primera División | 24         | 9          | 0     | 0     | —              | —              | 24     | 9      |
| 2008/09 | CA Peñarol       | Vlag van Uruguay  | Primera División | 8          | 3          | 0     | 0     | 0              | 0              | 8      | 3      |
| 2008/09 | US Palermo       | Vlag van Italië   | Serie A          | 6          | 0          | 0     | 0     | —              | —              | 6      | 0      |
| 2009/10 | US Palermo       | Vlag van Italië   | Serie A          | 21         | 7          | 1     | 0     | —              | —              | 22     | 7      |
| 2010/11 | US Palermo       | Vlag van Italië   | Serie A          | 22         | 3          | 3     | 1     | 4              | 4              | 29     | 8      |
| 2011/12 | US Palermo       | Vlag van Italië   | Serie A          | 20         | 6          | 0     | 0     | 0              | 0              | 20     | 6      |
| 2012/13 | US Palermo       | Vlag van Italië   | Serie A          | 14         | 1          | 1     | 0     | —              | —              | 15     | 1      |
| 2013/14 | US Palermo       | Vlag van Italië   | Serie B          | 28         | 14         | 2     | 0     | —              | —              | 30     | 14     |
| 2014/15 | Hull City        | Vlag van Engeland | Premier League   | 25         | 4          | 1     | 0     | 0              | 0              | 26     | 4      |
| 2015/16 | Hull City        | Vlag van Engeland | Championship     | 42         | 21         | 3     | 1     | —              | —              | 45     | 22     |
| 2016/17 | Hull City        | Vlag van Engeland | Premier League   | 24         | 4          | 5     | 1     | —              | —              | 29     | 5      |
| 2017/18 | Hull City        | Vlag van Engeland | Championship     | 10         | 8          | 0     | 0     | —              | —              | 10     | 8      |
| 2018/19 | CSKA Moskou      | Vlag van Rusland  | Premjer-Liga     | 14         | 3          | 0     | 0     | 1              | 0              | 15     | 3      |
| 2019/20 | Al-Ahli          | Vlag van Qatar    | Qatari League    | 16         | 7          | 0     | 0     | —              | —              | 16     | 7      |
| 2020    | SC Internacional | Vlag van Brazilië | Série A          | 9          | 1          | 0     | 0     | 3              | 2              | 12     | 3      |
| Totaal  | Totaal           | Totaal            | Totaal           | 289        | 91         | 16    | 3     | 8              | 6              | 313    | 100    |

## Interlandcarrière
Hernández maakte zijn debuut voor het Uruguayaans voetbalelftal op 11 augustus 2010 in de vriendschappelijke thuiswedstrijd tegen Angola (2-0). Hij viel in dat duel na 71 minuten in voor Sebastián Abreu, en nam in de slotminuut de tweede treffer voor zijn rekening. Hernández won met Uruguay in 2011 de strijd om de Copa América, het kampioenschap van Zuid-Amerika dat werd gehouden in Argentinië. Hij nam met het Uruguayaans olympisch voetbalelftal onder leiding van bondscoach Óscar Tabárez deel aan de Olympische Spelen van 2012 in Londen. In 2013 werd hij opgenomen in de selectie voor de Confederations Cup. In de wedstrijd in de groepsfase tegen Tahiti (8-0) scoorde Hernández vier keer.
| Interlands van Abel Hernández voor Uruguay | Interlands van Abel Hernández voor Uruguay | Interlands van Abel Hernández voor Uruguay | Interlands van Abel Hernández voor Uruguay | Interlands van Abel Hernández voor Uruguay | Interlands van Abel Hernández voor Uruguay | Interlands van Abel Hernández voor Uruguay |
| №                                          | Datum                                      | Wedstrijd                                  | Uitslag                                    | Competitie                                 | Goals                                      |                                            |
| Als speler van US Palermo                  | Als speler van US Palermo                  | Als speler van US Palermo                  | Als speler van US Palermo                  | Als speler van US Palermo                  | Als speler van US Palermo                  | Als speler van US Palermo                  |
| ------------------------------------------ | ------------------------------------------ | ------------------------------------------ | ------------------------------------------ | ------------------------------------------ | ------------------------------------------ | ------------------------------------------ |
| 1                                          | 11 augustus 2010                           | Angola – Uruguay                           | 0 – 2                                      | Vriendschappelijk                          | 1                                          |                                            |
| 2                                          | 25 maart 2011                              | Estland – Uruguay                          | 2 – 0                                      | Vriendschappelijk                          | 0                                          |                                            |
| 3                                          | 29 maart 2011                              | Ierland – Uruguay                          | 2 – 3                                      | Vriendschappelijk                          | 1                                          |                                            |
| 4                                          | 8 juni 2011                                | Uruguay – Nederland                        | 1 – 1                                      | Vriendschappelijk                          | 0                                          |                                            |
| 5                                          | 23 juni 2011                               | Uruguay – Estland                          | 3 – 0                                      | Vriendschappelijk                          | 0                                          |                                            |
| 6                                          | 4 juli 2011                                | Uruguay – Peru                             | 1 – 1                                      | Copa América                               | 0                                          |                                            |
| 7                                          | 20 juli 2011                               | Peru – Uruguay                             | 0 – 2                                      | Copa América                               | 0                                          |                                            |
| 8                                          | 2 september 2011                           | Oekraïne – Uruguay                         | 2 – 3                                      | Vriendschappelijk                          | 1                                          |                                            |
| 9                                          | 5 juni 2013                                | Uruguay – Frankrijk                        | 1 – 0                                      | Vriendschappelijk                          | 0                                          |                                            |
| 10                                         | 23 juni 2013                               | Uruguay – Tahiti                           | 8 – 0                                      | Confederations Cup                         | 4                                          |                                            |
| 11                                         | 19 november 2013                           | Uruguay – Jordanië                         | 0 – 0                                      | WK-kwalificatie                            | 0                                          |                                            |
| 12                                         | 30 mei 2014                                | Uruguay – Noord-Ierland                    | 1 – 0                                      | Vriendschappelijk                          | 0                                          |                                            |
| 13                                         | 14 juni 2014                               | Uruguay – Costa Rica                       | 1 – 3                                      | WK 2014                                    | 0                                          |                                            |
| 14                                         | 28 juni 2014                               | Colombia – Uruguay                         | 2 – 0                                      | WK 2014                                    | 0                                          |                                            |
| 15                                         | 5 september 2014                           | Japan – Uruguay                            | 0 – 2                                      | Vriendschappelijk                          | 1                                          |                                            |
| 16                                         | 8 september 2014                           | Zuid-Korea – Uruguay                       | 0 – 1                                      | Vriendschappelijk                          | 0                                          |                                            |
| 17                                         | 10 oktober 2014                            | Saoedi-Arabië – Uruguay                    | 1 – 1                                      | Vriendschappelijk                          | 0                                          |                                            |
| 18                                         | 18 november 2014                           | Chili – Uruguay                            | 1 – 2                                      | Vriendschappelijk                          | 0                                          |                                            |
| 19                                         | 6 juni 2015                                | Uruguay – Guatemala                        | 5 – 1                                      | Vriendschappelijk                          | 1                                          |                                            |
| 20                                         | 16 juni 2015                               | Argentinië – Uruguay                       | 1 – 0                                      | Copa América                               | 0                                          |                                            |
| 21                                         | 20 juni 2015                               | Uruguay – Paraguay                         | 1 – 1                                      | Copa América                               | 0                                          |                                            |
| 22                                         | 24 juni 2015                               | Chili – Uruguay                            | 1 – 0                                      | Copa América                               | 0                                          |                                            |
| 23                                         | 8 oktober 2015                             | Bolivia – Uruguay                          | 0 – 2                                      | Kwalificatie WK 2018                       | 0                                          |                                            |
| 24                                         | 13 oktober 2015                            | Uruguay – Colombia                         | 3 – 0                                      | Kwalificatie WK 2018                       | 1                                          |                                            |

Bijgewerkt op 15 oktober 2015.

## Erelijst

### US Palermo
- Serie B

2013/14

### Uruguay
- Copa América

2011